# Perirhoe circumcincta
Perirhoe circumcincta là một loài ốc biển, là động vật thân mềm chân bụng sống ở biển trong họ Terebridae, họ ốc dài.

## Phân bố
Loài này phân bố ở miền tây Thái Bình Dương: ở miền bắc Úc, Nouvelle-Calédonie, và đảo North của New Zealand.